# Elwyn Hartley Edwards
Elwyn Hartley Edwards, MC, est écrivain équestre et rédacteur en chef de magazines d'équitation, né le 17 avril 1927. Il est décédé le 9 décembre 2007, âgé de 80 ans.
Elwyn Edwards, a été rédacteur en chef du magazine d'équitation Riding magazine pendant 18 ans, et consultant pour Horse & Hound pendant cinq ans, il a également été président régional de la British Horse Society et membre du conseil BHS, recevant le society's Award of Merit en 1993. Il a également été vice-président de Disabled Association pour l'équitation, et vice-patron du Horse and Pony Protection Association.
Il était régulièrement le juge des concours hippiques au Royaume-Uni. Il a écrit plus de 30 livres sur des sujets liés au cheval.